# Referees at Work

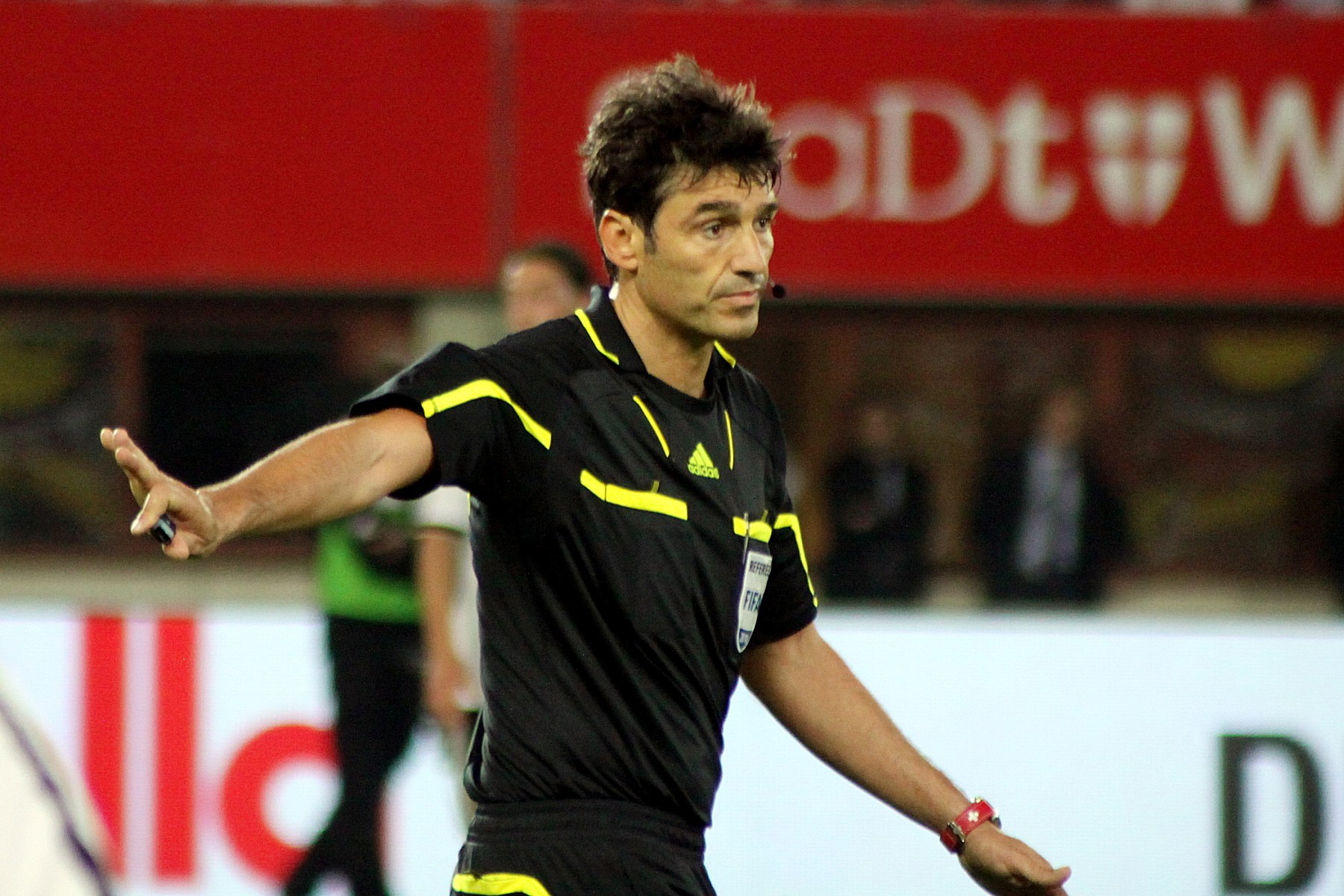
Einer der dargestellten Schiedsrichter war der Schweizer Massimo Busacca

Referees at Work – Schiedsrichter im Fokus ist der deutschsprachige Titel eines Sportdokumentarfilms, der die Arbeit von Fußballschiedsrichtern beleuchtet und von der belgischen Produktionsfirma Entre Chien et Loup für die UEFA produziert wurde.

## Handlung
Der Film Referees at Work – Schiedsrichter im Fokus handelt von der Vorgehensweise der Schiedsrichter bei der Fußball-Europameisterschaft 2008 in Österreich und der Schweiz. Im Mittelpunkt steht dabei der englische Schiedsrichter Howard Webb.
Die Dokumentation stellt allgemein den Einfluss von Schiedsrichtern bei Fußballspielen dar und zeigt, welche Folgen eine Fehlentscheidung der Schiedsrichter, speziell bei Großereignissen, haben kann. So hetzten nach dem Fußballspiel von Österreich gegen Polen (1:1) polnische Medien wegen vermeintlicher Fehlentscheidungen, weshalb die Familie von Webb aufgrund von Morddrohungen unter Polizeischutz gestellt werden musste.
Neben der Arbeit der Schiedsrichter am Fußballfeld werden auch die Besprechungen der Schiedsrichterteams abseits des Feldes sowie deren Familien porträtiert.

## Dokumentationsstil
Erstmals erlaubte es die UEFA einem Filmteam, den Funkverkehr zwischen den Schiedsrichtern während der Spiele der Europameisterschaft aufzuzeichnen sowie die Schiedsrichter bei ihrer Vorbereitung auf die Spiele zu filmen.
Der Funkverkehr der Schiedsrichter wird in dem Dokumentationsfilm original wiedergegeben und mit Untertiteln versehen. Somit bekommt der Zuseher direkten Einblick in das Geschehen am Spielfeld und hört zusätzlich die emotionalen Auseinandersetzungen zwischen Schiedsrichter und Spieler in heiklen Situationen.
Die Dokumentation nutzt ausschließlich O-Töne der Protagonisten und verzichtet vollständig auf einen Off-Kommentar.

## Premiere
Am 10. August 2009 fand die Weltpremiere beim Filmfestival von Locarno statt. Auch sechs der porträtierten Schiedsrichter waren dazu nach Locarno gekommen.
Seit 21. Mai 2010 ist der Film auf DVD erhältlich.